# 9912 Доніцетті
9912 Доніцетті  (9912 Donizetti) — астероїд головного поясу, відкритий 16 жовтня 1977 року.
Тіссеранів параметр щодо Юпітера — 3,407.